# الکساندر دمچنکو
الکساندر دمچنکو (اوکراینی: Олександр Вікторович Демченко؛ زادهٔ ۱۳ فوریهٔ ۱۹۹۶) بازیکن فوتبال اهل اوکراین است.